# Isabella King
Isabella King (ur. 9 kwietnia 1992 w Subiaco) – australijska kolarka torowa, brązowa medalistka mistrzostw świata.

## Kariera
Największy sukces w karierze Isabella King osiągnęła w 2014 roku, kiedy na mistrzostwach świata w Cali, gdzie wspólnie z Annette Edmondson, Melissą Hoskins i Amy Cure zdobyła brązowy medal w drużynowym wyścigu na dochodzenie. Kilkakrotnie zdobywała mistrzostwo Australii w kolarstwie torowym w różnych kategoriach wiekowych.